# Filippa Palmstierna Hamilton
Pour les articles homonymes, voir Hamilton.
Filippa Palmstierna Hamilton (connue également sous le nom Filippa Hamilton-Palmstierna, Filippa Palmstierna, Filippa Hamilton), née le 3 décembre 1985 à Paris, est un mannequin international franco-suédois. Elle est l'image publicitaire de Ralph Lauren.
Filippa a grandi à Biarritz. Après avoir été découverte à l'âge de 15 ans dans les rues de Paris par le photographe français Marc Hispard, Filippa a attiré l'attention des professionnels de la mode avec sa beauté captivante. Peu de temps après avoir commencé sa carrière de mannequin à 16 ans, elle a réalisé sa première campagne publicitaire importante pour Ralph Lauren. Elle est le visage de Romance, le parfum de Ralph Lauren, photographiée par Bruce Weber.
Filippa a travaillé avec quelques-uns des plus grands photographes tels que Paolo Roversi, Mario Testino, Arthur Elgort, Inez van Lamsweerde, Terry Richardson et Gilles Bensimon.

## Sa famille
Son père, Michaël Palmstierna Hamilton, fils de la baronne Margaretha Palmstierna, est suédois. En 1999, celui-ci a gagné en justice le droit de porter le nom de son père, le comte Ulph Hamilton, qui ne l'avait pas reconnu.
Sa mère, Beatrice Hamilton, est une styliste de mode et créatrice de bijoux. Elle accompagne fréquemment sa fille sur les séances de photo et les défilés[pertinence contestée].
Filippa a un frère, Nikolaus.  
Elle est mariée à l'ancien surfeur professionnel Mikaël Picon